# Maggio Musicale Fiorentino
Maggio Musicale Fiorentino is een jaarlijks operafestival in Florence, begonnen in april 1933 door de dirigent Vittorio Gui met de opzet hedendaagse en vergeten opera's in visueel dramatische producties te presenteren. Het was het eerste muziekfestival in Italië. De eerste opera die er werd uitgevoerd was Giuseppe Verdi's vroege Nabucco, in een tijd dat zijn vroege opera's nauwelijks werden uitgevoerd. Het festival heeft heden ten dage plaats tussen eind april en begin juni, over het algemeen met de uitvoering van vier opera's.
Het succes van het eerste festival leidde ertoe dat het een in 1937 een tweejaarlijkse gebeurtenis werd met de voorstelling van negen opera's, maar na 1937 werd het een jaarlijks festival, behalve tijdens de Tweede Wereldoorlog. Uitvoeringen hebben plaats in het Teatro Comunale en het Teatro Piccolo (zoals de naam al doet vermoeden, voor op kleinere schaal uitgevoerde opera's), alsmede in het historische Teatro della Pergola.
De huidige artistieke directeur is Paolo Arcà en - sinds 1985 - is de hoofddirigent Zubin Mehta.
In 2009 werden ten gevolge van een korting in de overheidsbijdrage twee van de vier opera' s (Billy Budd en Macbeth) afgelast.